# Gardien de la nuit
Gardien de la nuit est un film français réalisé par Jean-Pierre Limosin et sorti en 1986.

## Synopsis
Un gardien de nuit, Yves (Jean-Philippe Écoffey), commet des braquages le jour pour épater Aurore (Aurelle Doazan).

## Fiche technique
- Titre : Gardien de la nuit
- Réalisation : Jean-Pierre Limosin
- Scénario : Jean-Pierre Limosin et Pascale Ferran
- Producteurs : Paulo Branco et Claude-Éric Poiroux
- Musique : Éric Tabuchi
- Photographie : Thierry Arbogast
- Montage : Claire Simon
- Pays de production :  France
- Format : Couleurs
- Genre : drame
- Durée : 100 minutes
- Date de sortie : 16 avril 1986[1]

## Distribution
- Jean-Philippe Écoffey : Yves Bazin
- Aurelle Doazan : Aurore Corot
- Nicolas Silberg : Vaillant
- Vincent Perez : Armand
- Olivier Perrier : Lecœur
- Mireille Perrier : La postière
- Philippe De Brugada : Achard
- Jean-Claude Frissung : Vassal
- Serge Giambernardini : Grisjean
- Jean-Paul Bonnaire : Legaec
- François Bourcier : L'interne
- Christian Bouillette : Locataire-enquête
- Christophe Salengro : Vidéoman
- Christian Cloarec : Un ami d'Armand
- F. J. Ossang : Un ami d'Armand